# Harald Ertl
Harald Ertl,  avstrijski dirkač formule 1, * 31. avgust 1948, Zell am See, Avstrija, † 1. junij 1986, Giessen, Nemčija. 

## Življenjepis
Ertl je pokojni avstrijski dirkač Formule 1. Debitiral je v sezoni 1975, ko je nastopil na treh dirkah v zadnjem delu sezone in ob enem odstopu je dosegel osmo mesto na dirki za Veliko nagrado Nemčije in deveto mesto na dirki za Veliko nagrado Italije. V naslednji sezoni 1976 je na dirki za Veliko nagrado Velike Britanije s sedmim mesto le za mesto zgrešil uvrstitev med dobitnike točk, a dosegel svojo najboljšo uvrstitev v karieri. Med deseterico se mu je uspelo uvrstiti še na Velikih nagradah Avstrije in Japonske, obakrat je zasedel osmo mesto. V sezoni 1977 je na petih dirkah kot najboljšo uvrstitev dosegel osmo mesto na dirki za Veliko nagrado Belgije, v sezoni 1978 pa na štirih dirkah enajsto mesto na dirki za Veliko nagrado Nemčije. Zadnjič je v Formuli 1 nastopil na dirki za Veliko nagrado Nemčije v sezoni 1980, kjer pa se mu ni uspelo kvalificirati na dirko. Umrl je leta 1986.

## Popolni rezultati Formule 1
(legenda) (odebeljene dirke pomenijo najboljši štartni položaj, poševne pa najhitrejši krog, †-uvrščen kljub odstopu)
| Leto | Moštvo             | Šasija       | Motor                    | 1   | 2      | 3        | 4       | 5       | 6       | 7       | 8       | 9       | 10      | 11     | 12      | 13       | 14      | 15     | 16    | 17  | Prv | Toč |
| ---- | ------------------ | ------------ | ------------------------ | --- | ------ | -------- | ------- | ------- | ------- | ------- | ------- | ------- | ------- | ------ | ------- | -------- | ------- | ------ | ----- | --- | --- | --- |
| 1975 | Warsteiner Brewery | Hesketh 308  | Ford Cosworth DFV 3.0 V8 | ARG | BRA    | JAR      | ŠPA     | MON     | BEL     | ŠVE     | NIZ     | FRA     | VB      | NEM 8  | AVT Ret | ITA 9    | ZDA     |        |       |     | -   | 0   |
| 1976 | Hesketh Racing     | Hesketh 308D | Ford Cosworth DFV 3.0 V8 | BRA | JAR 15 | ZZDA DNQ | ŠPA DNQ | BEL Ret | MON DNQ | ŠVE Ret | FRA Ret | VB 7    | NEM Ret | AVT 8  | NIZ Ret | ITA 16   | KAN DNS | ZDA 13 | JAP 8 |     | -   | 0   |
| 1977 | Hesketh Racing     | Hesketh 308E | Ford Cosworth DFV 3.0 V8 | ARG | BRA    | JAR      | ZZDA    | ŠPA Ret | MON DNQ | BEL 9   | ŠVE 16  | FRA DNQ | VB      | NEM    | AVT     | NIZ      | ITA     | ZDA    | KAN   | JAP | -   | 0   |
| 1978 | Sachs Racing       | Ensign N177  | Ford Cosworth DFV 3.0 V8 | ARG | BRA    | JAR      | ZZDA    | MON     | BEL     | ŠPA     | ŠVE     | FRA     | VB      | NEM 11 | AVT Ret | NIZ DNPQ |         |        |       |     | -   | 0   |
| 1978 | ATS Engineering    | ATS HS1      | Ford Cosworth DFV 3.0 V8 |     |        |          |         |         |         |         |         |         |         |        |         |          | ITA DNQ | ZDA    | KAN   |     | -   | 0   |
| 1980 | Team ATS           | ATS D4       | Ford Cosworth DFV 3.0 V8 | ARG | BRA    | JAR      | ZZDA    | BEL     | MON     | FRA     | VB      | NEM DNQ | AVT     | NIZ    | ITA     | KAN      | ZDA     |        |       |     | -   | 0   |